# Diego Merino
Diego Merino, O. Carm. (1570 - 1 de janeiro de 1637) foi um prelado católico romano que serviu como bispo de Isérnia (1626-1637) e bispo de Montepeloso (1623-1626).

## Biografia
Diego Merino nasceu em 1570 em Baeza, Espanha, e foi ordenado sacerdote na Ordem dos Irmãos da Bem-Aventurada Virgem Maria do Monte Carmelo. No dia 20 de novembro de 1623, foi nomeado durante o papado de Paulo V como Bispo de Montepeloso. A 26 de novembro de 1623, foi consagrado bispo por Giovanni Garzia Mellini, cardeal-sacerdote de Santi Quattro Coronati com Alessandro Bosco, bispo de Gerace, e Tommaso Ximenes, bispo de Fiesole, servindo como co-consagradores. No dia 24 de agosto de 1626, foi nomeado Bispo de Isérnia durante o papado de Urbano VIII, onde serviu como bispo até à sua morte a 1 de janeiro de 1637. Enquanto bispo, foi o principal co-consagrador de Giulio Cesare Sacchetti, bispo de Gravina di Puglia (1623).